# Бозио, Франсуа-Жозеф
Франсуа Жозеф Бозио (фр. François-Joseph Bosio; 19 марта 1768, Монако — 29 июля 1845, Париж) — французский скульптор, рисовальщик, живописец и гравёр. Художник неоклассицизма эпохи Первой империи и Реставрации.

## Жизнь и творчество
Бозио родился в Монако, маленьком государстве на юге Европы на берегу Лигурийского моря, граничащем с Францией.
Был учеником скульптора Огюстена Пажу. При поддержке последнего совершил учебную поездку в Италию, где изучал произведения античных мастеров. Там же познакомился с творчеством Антонио Кановы. Вернувшись в Париж, в 1808 году получил заказ от Доминика Виван-Денона по созданию барельефов Вандомской колонны на Вандомской площади в Парижe. Он также был портретистом Наполеона I и его семьи. Таким образом, он выполнил бюст императрицы Жозефины.
В 1816 году он сменил Феликса Леконта в должности профессора Парижской школы изящных искусств. Востребованный портретист, он получал многочисленные официальные заказы и регулярно выставлял свои произведения в Парижском салоне.
На протяжении творческого пути Бозио неизменно пользовался расположением правителей Франции трёх времён: Наполеон I наградил его орденом Почётного легиона; Людовик XVIII — королевским орденом Святого Михаила, при нём в 1816 году Бозио стал членом Института Франции, а в 1822 году ему было присвоено звание королевского скульптора. Король Карл X в 1825 году даровал Бозио титул барона.
Франсуа-Жозеф Бозио был директором парижской Академии изящных искусств. Он является автором памятника Людовику XIV на площади Побед в Париже (1822). Бозио создал Квадригу Триумфальной арки на площади Каррузель, большое количество аллегорических скульптур и портретных бюстов. Его произведения пользовались популярностью и в эпоху романтизма.
Скульптор скончался в 1845 году в Париже. Похоронен в Париже на кладбище Пер-Лашез (45 отдел). Его брат Жан Франсуа Бозио (1764—1827) стал живописцем. Племянник Астианакс-Сцевола Бозио (1793—1876), известный как «Бозио Младший» или «Бозио племянник», также был скульптором.

## Галерея

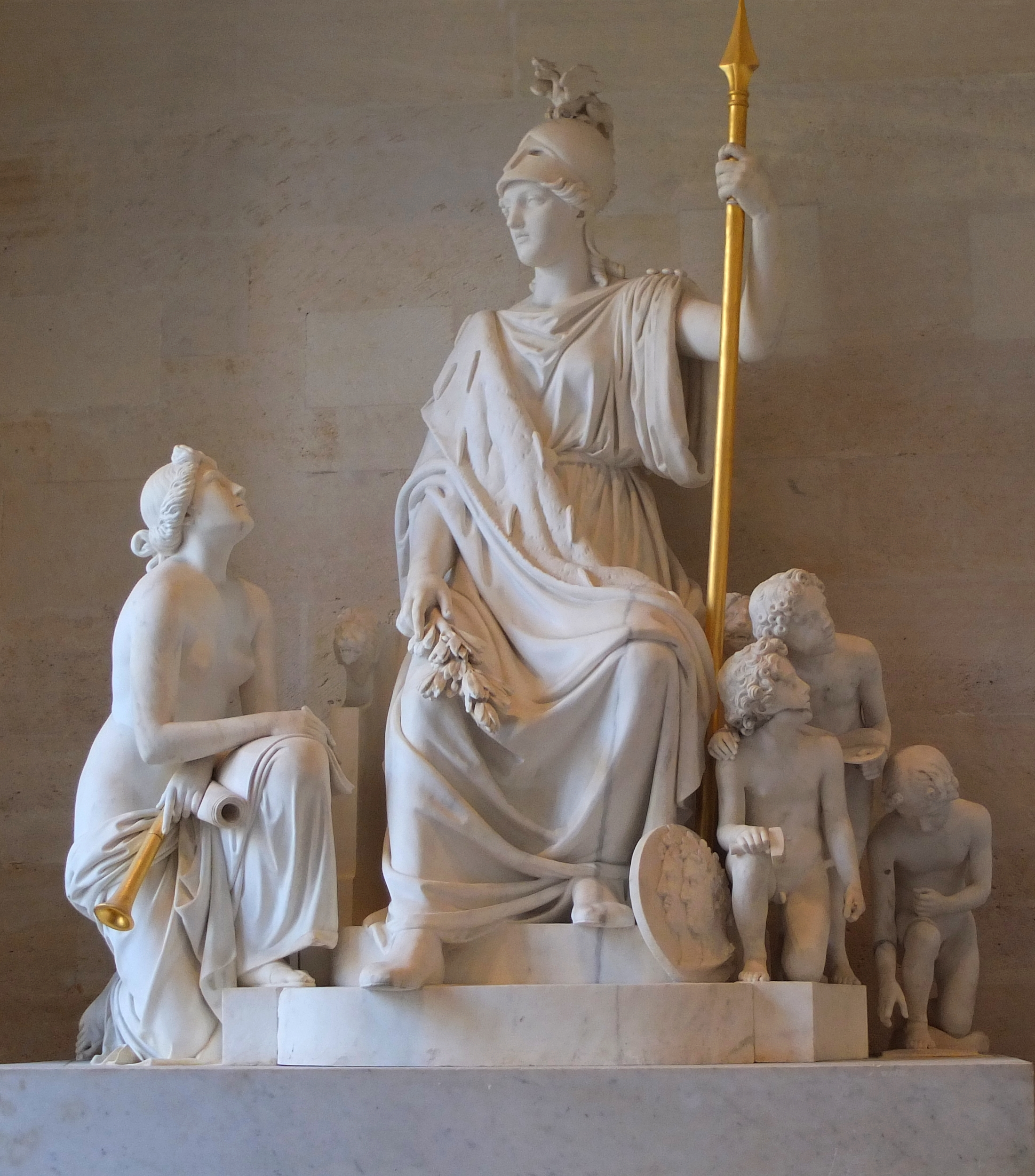
История и искусства, прославляющие гения Франции. 1844. Мрамор. Версаль
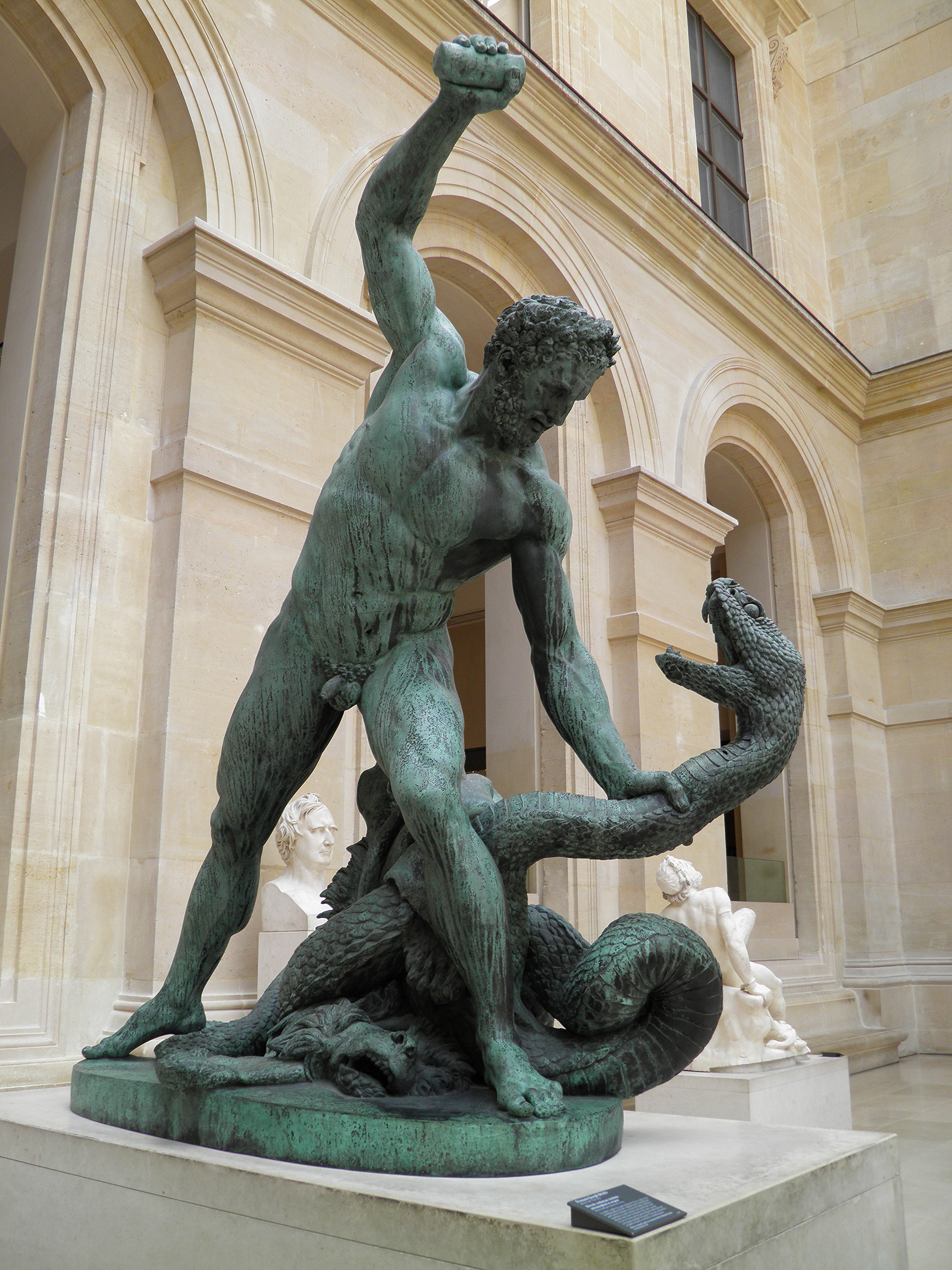
Геркулес сражается с Ахелоем, превратившимся в змею. 1824. Бронза. Лувр, Париж
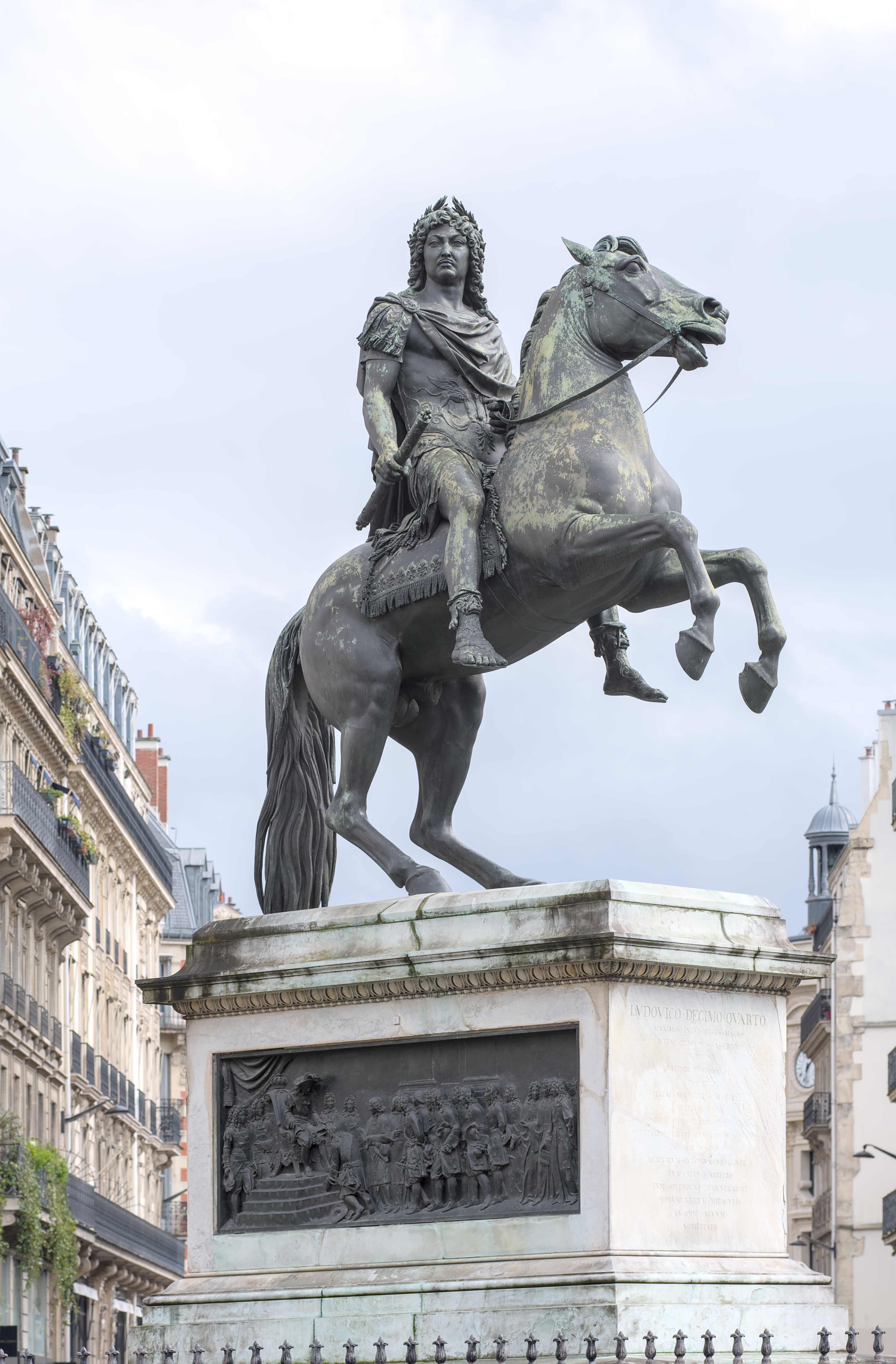
Статуя Людовика XIV на Площади побед в Париже. 1828
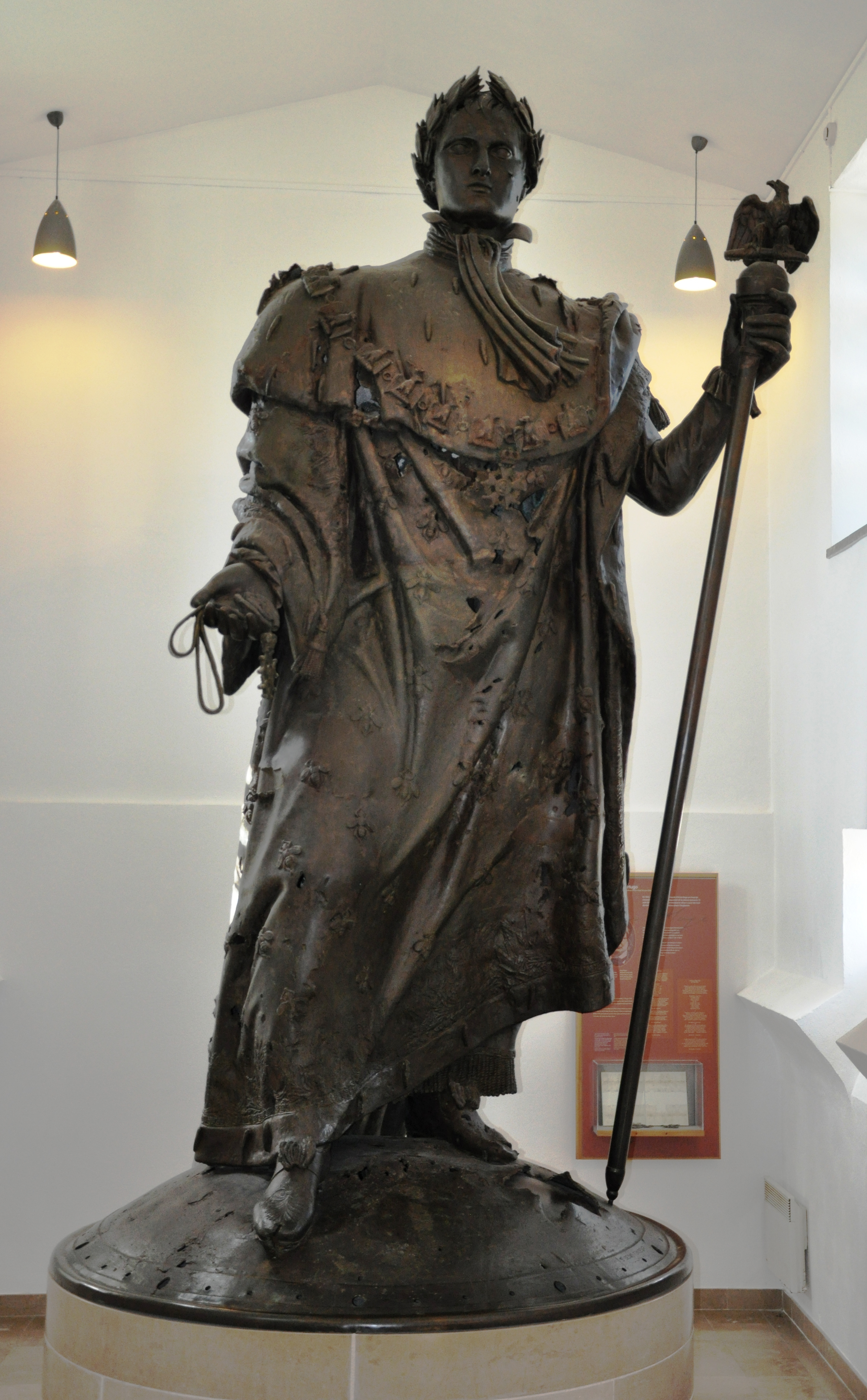
Наполеон. Модель статуи для Колонны Великой армии. 1841. Бронза. Вимиле (Па-де-Кале), недалеко от Булонь-сюр-Мер
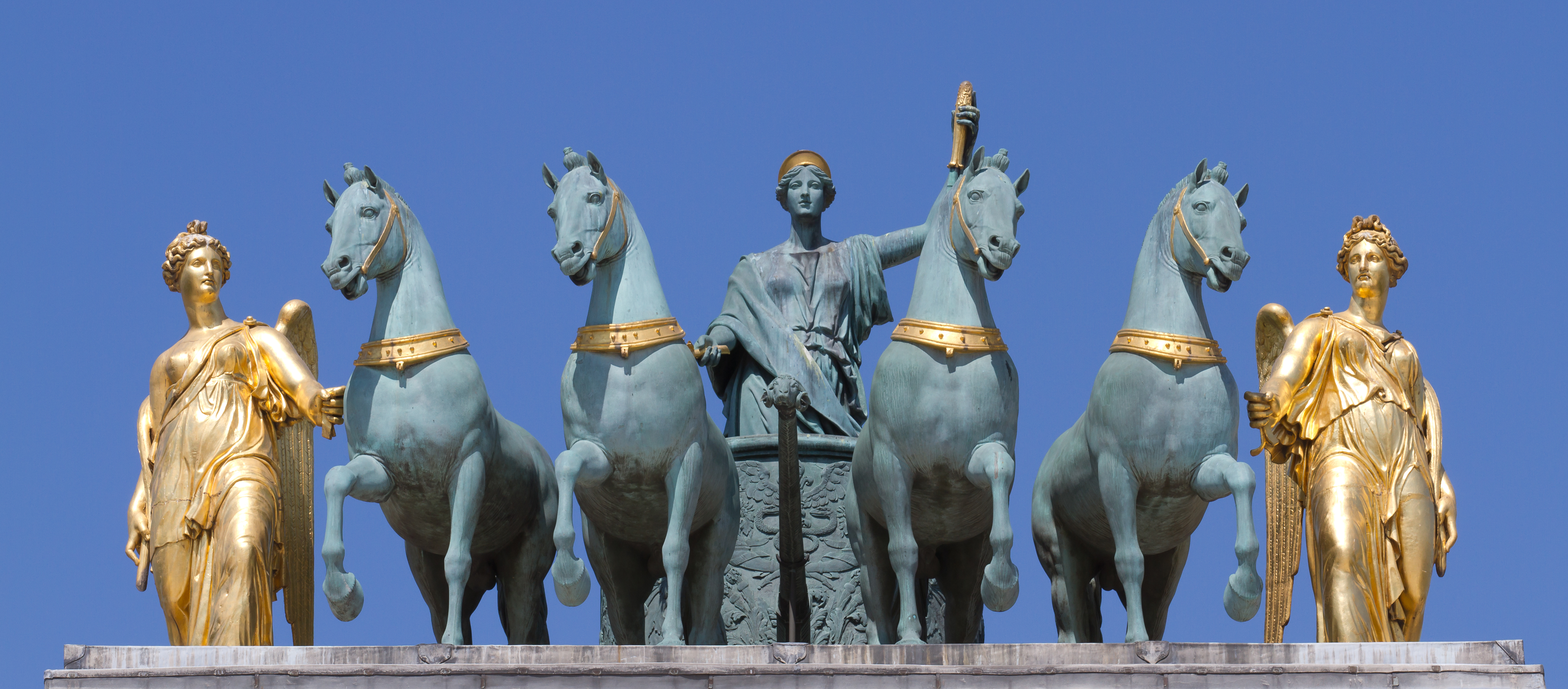
Квадрига Триумфальной арки на площади Каррузель в Париже. 1828
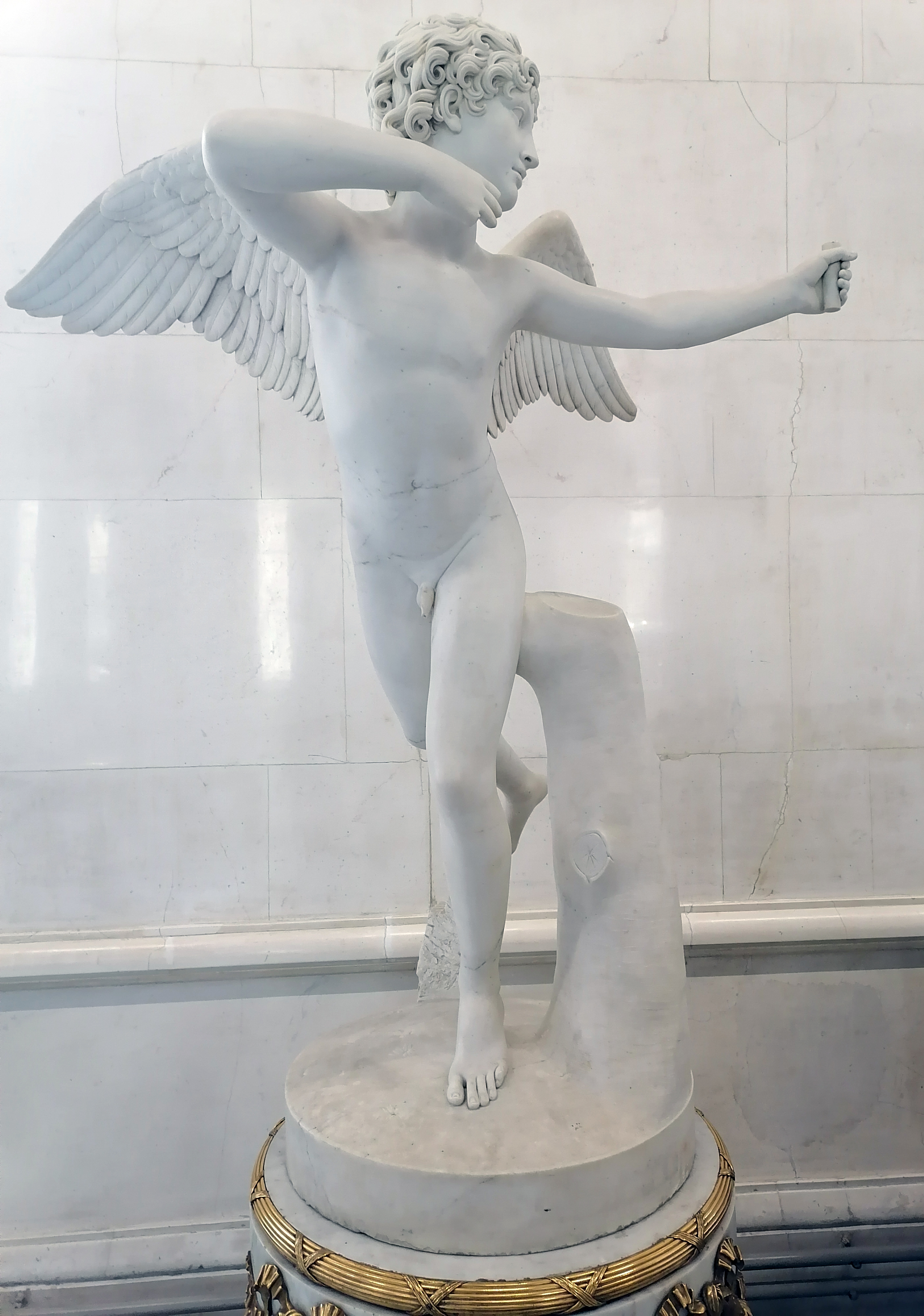
Купидон, пускающий стрелу. Мрамор. Государственный Эрмитаж, Санкт-Петербург
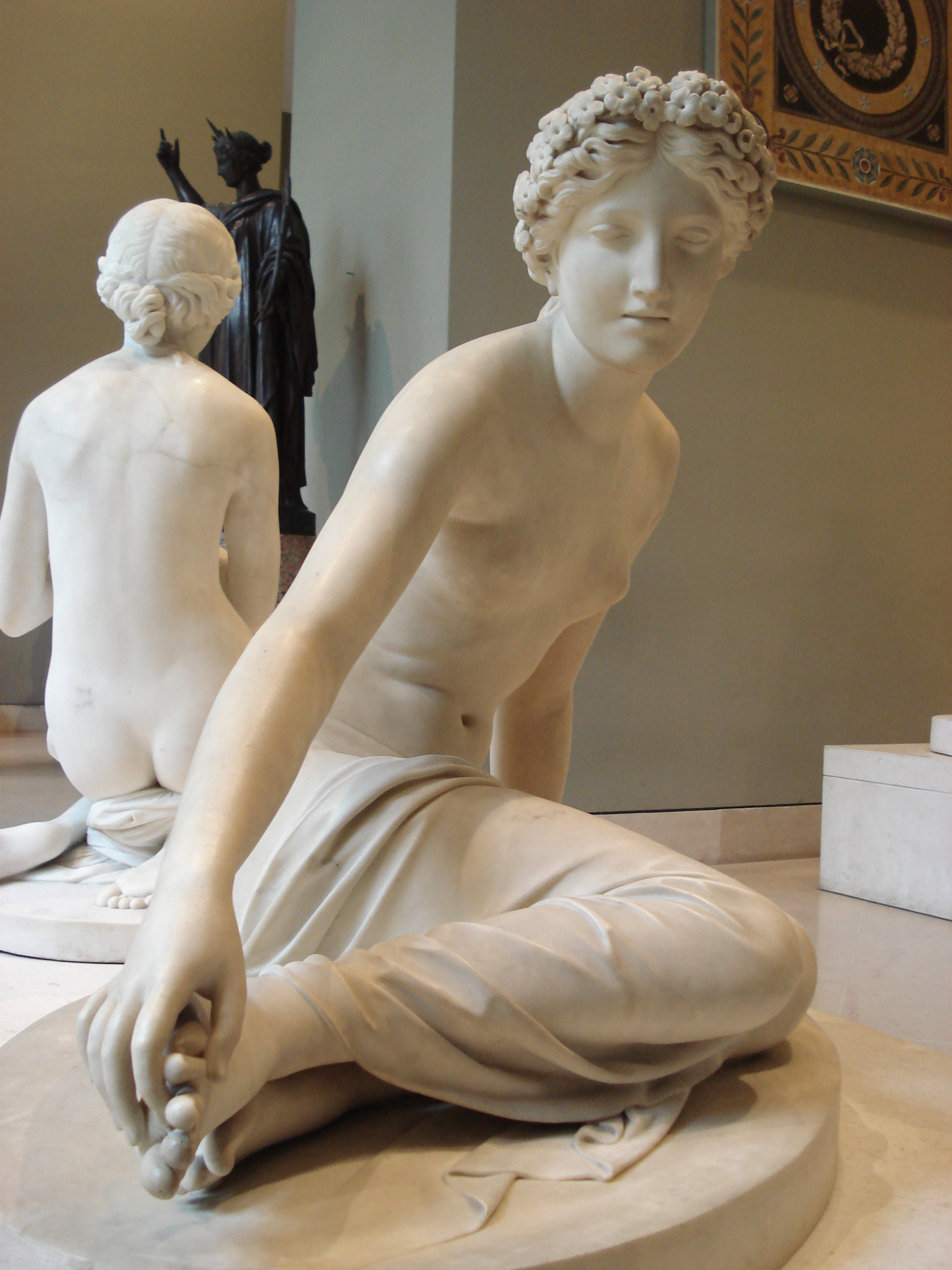
Нимфа Салмакида. 1826. Мрамор. Лувр, Париж
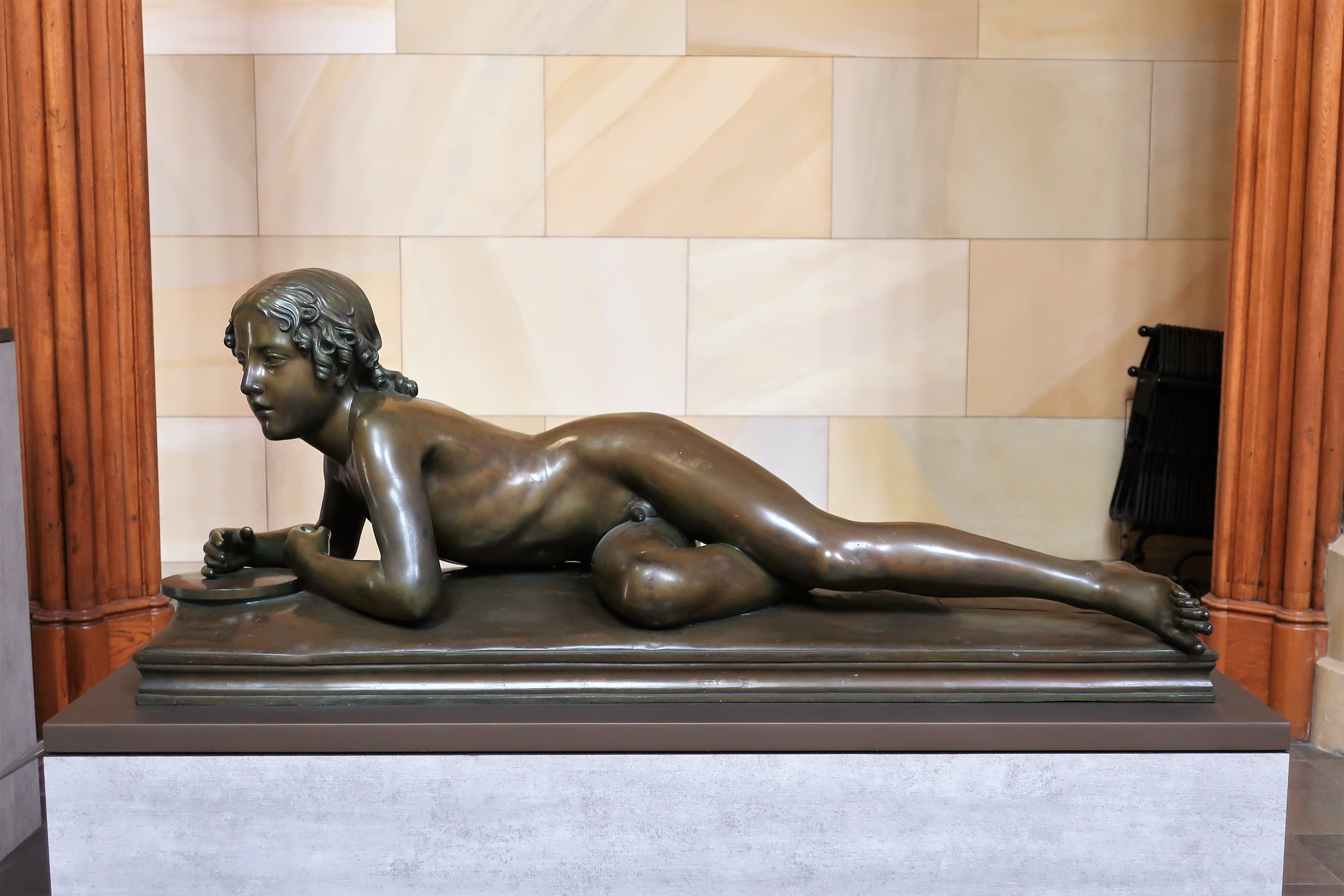
Гиацинт. 1817 (отливка 1827). Бронза. Фридрихсвердерская церковь, Берлин